# 1277 (getal)
1277 is het 206e priemgetal. Het voorgaande priemgetal is 1259; het eerstvolgende is 1279, waarmee het dus een priemtweeling vormt.
1277 is een viervoud plus 1, zodat dit priemgetal volgens de stelling van Fermat over de som van twee kwadraten kan worden geschreven als de som van twee kwadraten: {\displaystyle (11^{2}+34^{2})}.